# Saint-Pierre-de-Lages
Saint-Pierre-de-Lages (okzitanisch Sant Pèire de Latge) ist eine französische Gemeinde mit 887 Einwohnern (Stand: 1. Januar 2022) im Département Haute-Garonne  in der Region Okzitanien. Sie gehört zum Arrondissement Toulouse und zum Kanton Revel. Die Einwohner werden Saint-Pierrins genannt.

## Geographie
Saint-Pierre-de-Lages liegt etwa 14 Kilometer ostsüdöstlich von Toulouse in der Landschaft Lauragais. Im nördlichen Gemeindegebiet verläuft der Fluss Seillonne. Umgeben wird Saint-Pierre-de-Lages von den Nachbargemeinden Vallesvilles im Norden und Nordosten, Lanta im Osten, Sainte-Foy-d’Aigrefeuille im Südosten und Süden sowie Drémil-Lafage im Westen und Nordwesten.

## Bevölkerungsentwicklung
| Jahr                       | 1962 | 1968 | 1975 | 1982 | 1990 | 1999 | 2006 | 2013 | 2020 |
| Einwohner                  | 192  | 210  | 257  | 272  | 333  | 377  | 692  | 794  | 896  |
| Quellen: Cassini und INSEE |      |      |      |      |      |      |      |      |      |

## Sehenswürdigkeiten

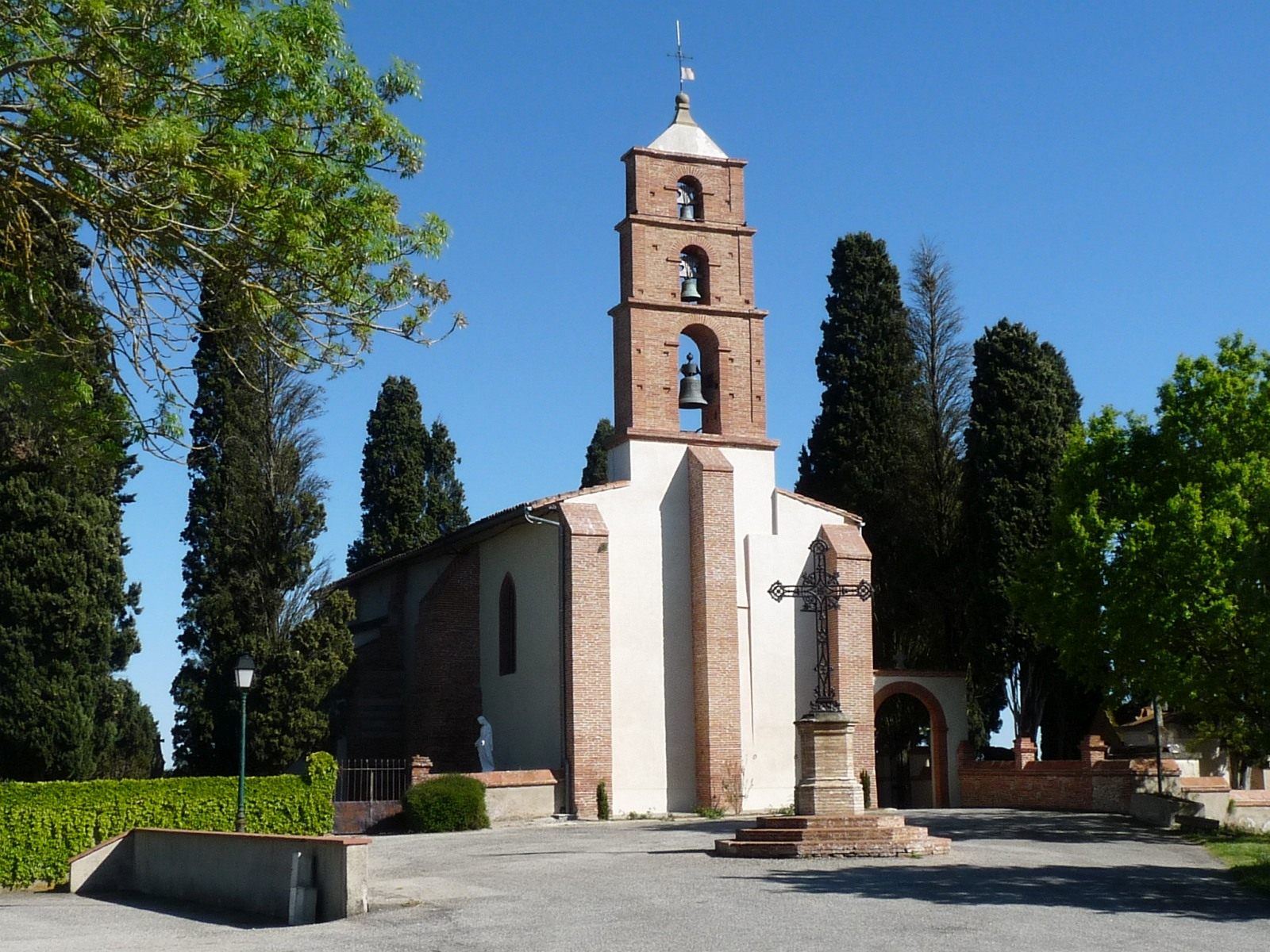
Kirche Saint-Barthélémy

- Kirche Saint-Barthélémy
- Schloss Le Bousquet
- Schloss Les Roussillous
- Wasserturm